# Lagares (Felgueiras)
Lagares is een plaats (freguesia) in de Portugese gemeente Felgueiras en telt 2526 inwoners (2001).